# World Lacrosse
World Lacrosse (WL), conosciuta fino al 2019 come Federazione Internazionale di Lacrosse (Federation of International Lacrosse quale sua denominazione in inglese) e con l'acronimo FIL, è l'organo di governo internazionale del lacrosse. È stata istituita nel 2008 dalla fusione delle associazioni internazionali di lacrosse maschile e femminile, precedentemente separate. La sua sede è a Colorado Springs, Colorado, Stati Uniti.
World Lacrosse conta 94 membri. Le Haudenosaunee Nationals della First Nations Lacrosse Association rappresentano il popolo irochese di New York e dell'Ontario.
Nel novembre 2018, il Comitato Olimpico Internazionale ha conferito alla World Lacrosse lo status di riconoscimento provvisorio. Nel maggio 2019, la Federation of International Lacrosse ha lanciato un rebrand e ha cambiato il suo nome in World Lacrosse.
Nel marzo 2022, a causa dell'invasione dell'Ucraina da parte della Russia, le squadre, gli atleti e i funzionari russi sono stati sospesi dalla partecipazione agli eventi e alle qualificazioni di World Lacrosse ed è stato deciso che nessun evento di World Lacrosse o della Federazione Europea di Lacrosse si sarebbe tenuto in Russia.

## Competizioni
World Lacrosse organizza le seguenti competizioni:
- Campionati mondiali di lacrosse maschile
- Campionati mondiali di lacrosse femminile
- Campionati mondiali di lacrosse maschile under-20
- Campionati mondiali di lacrosse femminile under-20
- Campionati mondiali di box lacrosse maschile
- Campionati mondiali di box lacrosse femminile
- Campionati mondiali di lacrosse a sei maschile
- Campionati mondiali di lacrosse a sei femminile

## Membri
A marzo 2024, i Paesi membri di World Lacrosse sono 92, di cui 48 membri a pieno titolo e 44 membri associati. L'affiliazione è suddivisa tra quattro federazioni continentali che sono affiliate a World Lacrosse e contribuiscono allo sviluppo del lacrosse nel mondo. I membri associati sono in corsivo.

### African Association of Lacrosse
L'African Association of Lacrosse conta 2 membri effettivi e 13 associati.
- Benin
- Botswana
- Burkina Faso
- Costa d'Avorio
- Ghana
- Kenya
- Mozambico
- Nigeria
- Ruanda
- Sierra Leone
- Sudafrica
- Togo
- Uganda
- Zambia
- Zimbabwe

### Asia Pacific Lacrosse Union
L'Asia Pacific Lacrosse Union comprende 8 membri a pieno titolo e 12 associati.
- Arabia Saudita
- Australia
- Cambogia
- Corea del Sud
- Cina
- Filippine
- Giappone
- Hong Kong
- India
- Indonesia
- Iran
- Malaysia
- Nuova Zelanda
- Pakistan
- Qatar
- Singapore
- Taipei cinese
- Thailandia
- Uzbekistan
- Vietnam

### European Lacrosse Federation
L'European Lacrosse Federation comprende 26 membri effettivi e 8 membri associati.
- Austria
- Belgio
- Bulgaria
- Cechia
- Croazia
- Danimarca
- Estonia
- Finlandia
- Francia
- Galles
- Germania
- Grecia
- Inghilterra
- Israele
- Italia
- Lettonia
- Lituania
- Lussemburgo
- Malta
- Norvegia
- Paesi Bassi
- Polonia
- Portogallo
- Russia[6][7]
- Scozia
- Serbia
- Slovacchia
- Slovenia
- Spagna
- Svezia
- Svizzera
- Turchia
- Ucraina
- Ungheria

### Pan-American Lacrosse Association
La Pan-American Lacrosse Association comprende 11 membri a pieno titolo e 11 associati.
- Argentina
- Barbados
- Bermuda
- Brasile
- Canada
- Cile
- Colombia
- Costa Rica
- Ecuador
- Giamaica
- Guatemala
- Haiti
- Irochesi
- Isole Vergine Americane
- Messico
- Nicaragua
- Panama
- Perù
- Porto Rico
- Rep. Dominicana
- Stati Uniti
- Uruguay

## Organizzazioni precedenti

### International Lacrosse Federation (ILF)
L'International Lacrosse Federation (ILF) (in italiano Federazione Internazionale di Lacrosse) fu fondata nel 1974 per promuovere e sviluppare il lacrosse maschile in tutto il mondo. Nell'agosto 2008 a Lahti, in Finlandia, la ILF e l'International Federation of Women's Lacrosse Associations (IFWLA) si sono fuse per diventare la Federazione di Lacrosse Internazionale, successivamente nota come World Lacrosse.

### International Federation of Women's Lacrosse Associations (IFWLA)
L'International Federation of Women's Lacrosse Associations (IFWLA) fu costituita nel 1972 per diffondere e sviluppare il lacrosse femminile in tutto il mondo. Ha concluso le sue attività nell'agosto 2008, quando ha accettato di fondersi con l'ILF per formare la Federation of International Lacrosse.